# State of the Arts
Albums de Afu-Ra
Afu-Ra Presents Perverted Monks
(2004) Body of the Life Force Part 2
(2012)
Singles
1. God of Rap
Sortie : 2005
2. Poisonous Taoist
Sortie : 2005
3. Sucka Free
Sortie : 2005

State of the Arts est le quatrième album studio d'Afu-Ra, sorti le 1er juillet 2005.

## Liste des titres
| No  | Titre                                                | Contient un (des) sample(s) de                                                               | Durée |
| --- | ---------------------------------------------------- | -------------------------------------------------------------------------------------------- | ----- |
| 1.  | Intro                                                |                                                                                              | 1:29  |
| 2.  | God of Rap                                           | Mighty Cloud of Joy de Mighty Clouds of Joy                                                  | 3:59  |
| 3.  | Power (Skit #1)                                      |                                                                                              | 0:44  |
| 4.  | Pusha (featuring Royce da 5'9")                      | Peddlin' Music on the Side de Lamont Dozier                                                  | 4:52  |
| 5.  | Prankster                                            | Summer Breeze de The Main Ingredient                                                         | 4:12  |
| 6.  | Livin Like Dat (featuring Masta Killa)               | Remove This Doubt des Supremes Here Comes the Hotstepper d'Ini Kamoze                        | 3:26  |
| 7.  | Rumble                                               | Breaking the Law de Judas Priest                                                             | 3:51  |
| 8.  | Power (Skit #2)                                      |                                                                                              | 0:12  |
| 9.  | Why Cry (featuring Gentleman)                        | Quit It de Miriam Makeba                                                                     | 0:12  |
| 10. | Ghetto Hell                                          |                                                                                              | 4:34  |
| 11. | Cry Baby (featuring Lady Blue et Q)                  | Eight Men, Four Women d'O. V. Wright                                                         | 4:31  |
| 12. | Dynamite                                             | Eight Men, Four Women d'O. V. Wright                                                         | 3:57  |
| 13. | Sucka Free                                           | Didn't I (Blow Your Mind This Time) d'Eddie Floyd                                            | 3:58  |
| 14. | Deal wit It (featuring Kardinal Offishall et Jahdon) | Cherry Oh Baby d'Eric Donaldson                                                              | 4:47  |
| 15. | BK Dance                                             | Nobody Move, Nobody Get Hurt de Yellowman Cuh Oonu de Reggie Stepper Play Play de King Tubby | 4:18  |
| 16. | Only U                                               | Never Know What You Can Do (Give It a Try) de Leroy Hutson                                   | 4:18  |
| 17. | Poisonous Taoist                                     |                                                                                              | 4:03  |
| 18. | Power (Skit #3)                                      |                                                                                              | 0:31  |